# San Pedro de los Oteros
San Pedro de los Oteros es una pedanía perteneciente al municipio de Matadeón de los Oteros, situado en Esla-Campos con una población de 22 habitantes según el INE.
Está situado al final de la CV-195-2.

## Demografía
Tiene 22 habitantes, 14 varones y 8 mujeres censados en el municipio.
| Gráfica de evolución demográfica de San Pedro de los Oteros entre 2002 y 2024 |
|                                                                               |
| Población según el padrón municipal de 2020 del INE.                          |